# Eliza Cook

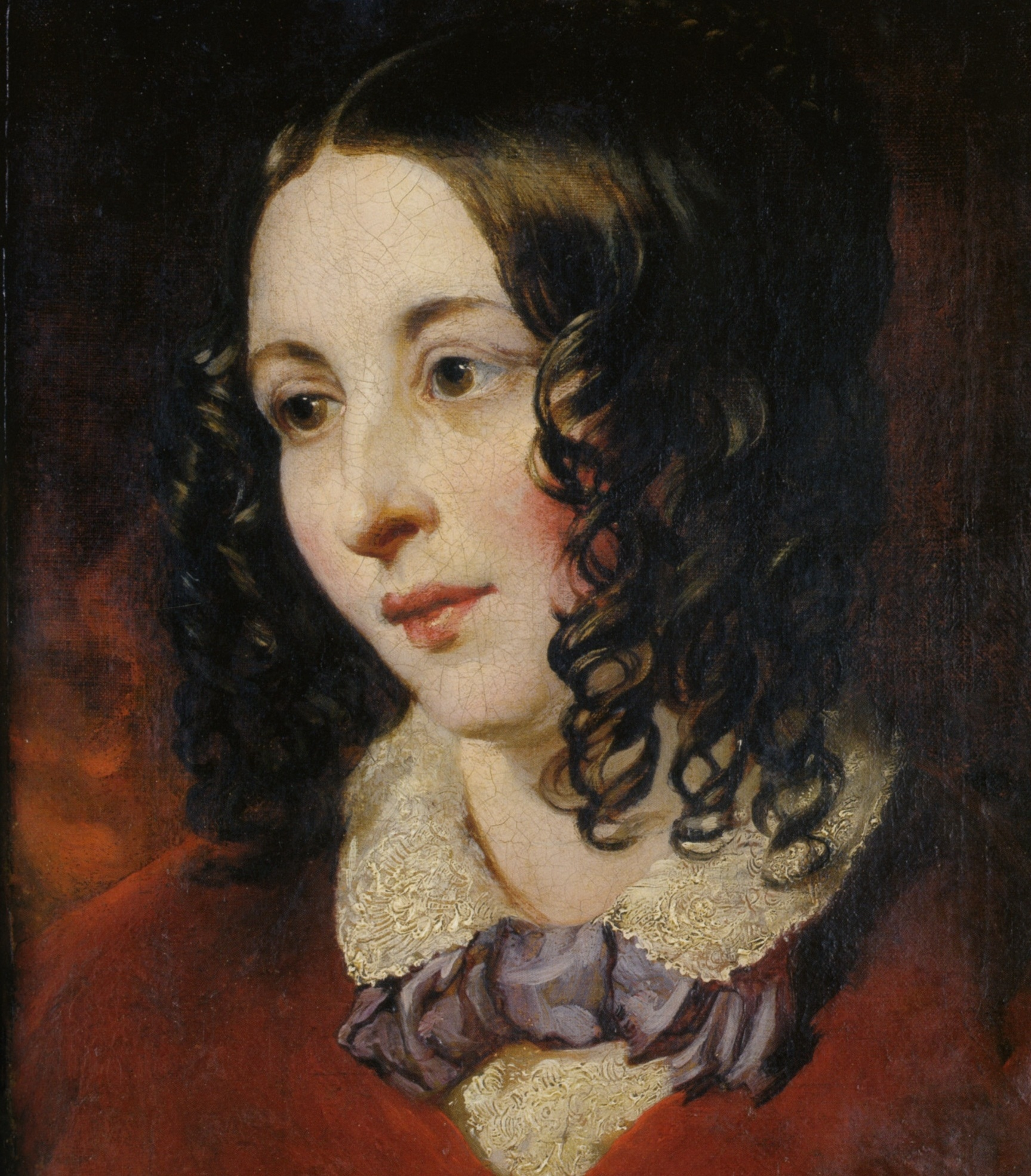
Eliza Cook, Porträt von William Etty, ca. 1845

Eliza Cook (* 24. Dezember 1818 in Southwark, London; † 23. September 1889 in Wimbledon, London) war eine britische Schriftstellerin und Dichterin, die mit der Chartistenbewegung verbunden war. Sie war eine Befürworterin der politischen Freiheit für Frauen und des Gedankens der Selbstverbesserung durch Bildung, die sie levelling up nannte. Beides machte sie bei der Arbeiterklasse sowohl in England als auch in Amerika bekannt.

## Leben
Eliza Cook war das jüngste von elf Kindern eines Messingwerkers, der in der London Road in Southwark lebte, wo sie auch geboren wurde. Als sie etwa neun Jahre alt war, zog sich ihr Vater aus dem Geschäft zurück, und die Familie zog auf einen kleinen Bauernhof in St Leonard’s Forest in der Nähe von Horsham. Ihre Mutter förderte Elizas Vorliebe für phantasievolle Literatur, und obwohl sie die örtliche Sonntagsschule besuchte, war sie weitestgehend Autodidaktin. In der Sonntagsschule wurde sie vom Sohn des Musiklehrers dazu ermutigt, ihren ersten Gedichtband zu verfassen. Noch vor ihrem fünfzehnten Lebensjahr begann sie mit dem Schreiben von Versen und schrieb Beiträge für die Weekly Dispatch und das New Monthly.
Ihr erster Band, Lays of a Wild Harp, erschien 1835, als sie erst siebzehn Jahre alt war. Durch die positive Aufnahme ermutigt, begann sie, anonym Verse an mehrere Magazine zu schicken. Nach einiger Zeit beschränkte sie sich auf den liberalen Weekly Dispatch, in dem ihr erster Beitrag unter der Unterschrift „C.“ am 27. November 1836 erschien, und wurde für die nächsten zehn Jahre zu einem festen Bestandteil der Seiten. Herausgeber der Zeitung war William Johnson Fox, und ihr Besitzer war James Harmer, ein Londoner Ratsherr. Sie lebte eine Zeit lang in Harmers Residenz, Ingress Abbey, in Greenhithe, Kent, und schrieb dort einige ihrer Werke.
Ihr Gedicht The Old Armchair, das auch den frühen Tod ihrer Mutter, die sie ermuntert hatte zu dichten, thematisierte, machte sie 1838 sowohl in England als auch in den Vereinigten Staaten bekannt. Im selben Jahr veröffentlichte sie Melaia and other Poems. Die Anziehungskraft von Cooks Gedichten lag in ihren einfachen Formen und Themen und in der ihnen innewohnenden Stimmung, die treffend als „durchweg menschlich“ beschrieben wurde. Ihr Werk wurde mit dem von Robert Burns verglichen, den Cook bewunderte. Cook schrieb mit großer Sympathie über Randfiguren, darunter Arbeiter, arme Kinder, heimwehkranke Seeleute und amerikanische Indianer. Cooks Umgang mit den Entrechteten war von starken demokratischen Überzeugungen geprägt. Einige ihrer Gedichte, wie z. B. A Song, to «The People» of England, waren unverhohlen revolutionär. Ein Beweis für ihre große Popularität ist, dass eine Reihe ihrer Gedichte in den 1840er und 1850er Jahren von verschiedenen Komponisten vertont wurden. Darüber hinaus führte ihr Gedicht über Thomas Hood (Poor Hood) zur Errichtung eines Denkmals für ihn auf dem Kensal Green Cemetery.
Cooks Arbeiten für den Dispatch und den New Monthly wurden von George Julian Harney, einem Führer der Chartisten, für deren Zeitung Northern Star übernommen. In ihrem Gedicht A Song for the Workers betont Cook die Bedeutung kürzerer Arbeitszeiten. In diesem Gedicht vergleicht sie die Behandlung von Arbeitern mit der von Sklaven in Amerika. In einem anderen Gedicht, Our Father, spricht sich Cook gegen die damalige Kinderarbeit aus und vergleicht sie wiederum mit der Sklaverei. Sie deutet auch an, dass schwere Arbeit den Geist von Kindern „stumpf und träge“ macht, da ihnen nicht erlaubt wird, Kinder zu sein. Sie war mit der Londoner Chartisten-Bewegung in ihren verschiedenen Strömungen vertraut und folgte denen, die die liberalen Freihandelsziele der Anti-Corn Law League bekämpften. Sie befürwortete auch den Weg der Arbeitervereine (Friendly Societies) und deren Prinzip der wechselseitigen Selbsthilfe. Sie glaubte an die Ideologie der Selbstvervollkommnung durch Bildung, die sie „Levelling up“ nannte.
Von 1849 bis 1854 schrieb, redigierte und veröffentlichte sie Eliza Cook’s Journal, eine Wochenzeitschrift. Die Zeitschrift richtete sich an Frauen und hatte Inhalte wie Tipps zur Haushaltsführung und Kinderbetreuung. Aber eine weitere Zielgruppe waren die Angehörigen der Arbeiterklasse. Cook verbreitete ihre demokratischen Ideale und schrieb (oder veröffentlichte) deutlich formulierte Essays für bessere Bildungs- und Beschäftigungsmöglichkeiten für Frauen und Arbeiter. Das Journal unterstützte öffentliche Bibliotheken, institutionelle Handswerksausbildung, verlängerte Sonntagsöffnungszeiten für Museen und Ausstellungen sowie erweiterte Karrieremöglichkeiten für Frauen. Eliza Cook’s Journal unterstützte auch die Auswanderung und suchte in Amerika nach Vorbildern für soziale Reformen. Es erreichte im ersten Jahr eine Auflage von 50.000 bis 60.000 Exemplaren. Als Cook 1854 aus gesundheitlichen Gründen das Erscheinen ihrer Zeitschrift einstellen musste, bedankte sie sich in ihrem letzten „Wort an meine Leser“ bei den Leserinnen für die Unterstützung ihrer „Bemühungen um einfache Poesie und volkstümlichen Fortschritt“ und bekräftigte, dass sie das Journal „weniger mit dem Wunsch, mein tägliches Brot zu verdienen, als mit dem Wunsch, meinen Mitmenschen von Nutzen zu sein“ herausgegeben habe.
Cook veröffentlichte danach Jottings from my Journal (1860), in dem viele Inhalte von Eliza Cook’s Journal wieder auftauchten. Diese Veröffentlichung war eine der wenigen Gelegenheiten, in denen Cook in Prosa schrieb. Sie enthielt viele Essays und Kurzgeschichten, die klar und einfach geschrieben waren und dem Leser in der Regel eine moralische Lektion erteilten. 1864 veröffentlichte sie New Echoes and Other Poems, das aber weniger Erfolg hatte als ihre früheren Werke.
Privat war Cook eng mit der amerikanischen Schauspielerin Charlotte Cushman befreundet und zeitweilig eine von Cushmans Geliebten.
Ab dem 18. Juni 1863 erhielt Eliza Cook eine Pension nach der Zivilliste in Höhe von 100 Pfund pro Jahr. Danach veröffentlichte sie nur noch wenige Gedichte in der Weekly Dispatch. Trotz ihres Popularitätsverlustes hatte sie fast bis zu ihrem Lebensende Einkünfte aus Tantiemen von ihren Verlegern. In der Volkszählung von 1870 wird als sie in Wimbledon, Surrey, wohnhaft aufgeführt, zusammen mit einem Dienstmädchen, Mary A. Bowles, ihrer Schwester Mary Fyall, ihrem Neffen Alfred Pyall, dessen Frau Harriet und deren Töchtern Mary und Jane.
Cooks Gesundheitszustand hinderte sie daran, neue Werke zu schreiben oder ihre bestehenden zu überarbeiten. Nach vielen Jahren, in denen sie immer wieder an Krankheiten litt, starb sie 1889. Sie ist auf dem Friedhof der St. Mary’s Church in Wimbledon begraben.